# Diostrombus lineatipes
Diostrombus lineatipes är en insektsart som först beskrevs av Frederick Arthur Godfrey Muir 1926.  Diostrombus lineatipes ingår i släktet Diostrombus och familjen Derbidae. Inga underarter finns listade i Catalogue of Life.